# کلمنس هولتسمایستر
کلمنس هولتسمایستر (انگلیسی: Clemens Holzmeister; ۲۷ مارس ۱۸۸۶ – ۱۲ ژوئن ۱۹۸۳) معمار، استاد دانشگاه، آموزگار، و طراح اهل اتریش بود.
وی همچنین برندهٔ جوایزی همچون نشان اتریش برای علم و هنر شده‌است.